# Les Esseintes
Les Esseintes är en kommun i departementet Gironde i regionen Nouvelle-Aquitaine i sydvästra Frankrike. Kommunen ligger i kantonen La Réole som tillhör arrondissementet Langon. År 2022 hade Les Esseintes 245 invånare.

## Befolkningsutveckling
Antalet invånare i kommunen Les Esseintes
Referens:INSEE